# فوکر ای.۲
فوکر ای.۲ (انگلیسی: Fokker E.II) یک هواپیمای ساخت فوکر است .